# Arthur Conte
Pour les articles homonymes, voir Conte (homonymie).
 (décembre 2013).
Si vous disposez d'ouvrages ou d'articles de référence ou si vous connaissez des sites web de qualité traitant du thème abordé ici, merci de compléter l'article en donnant les références utiles à sa vérifiabilité et en les liant à la section « Notes et références ».
Arthur Conte, né le 31 mars 1920 à Salses-le-Château (Pyrénées-Orientales), et mort le 25 décembre 2013 à Paris, est un journaliste, écrivain, historien et homme politique français, député des Pyrénées-Orientales de 1951 à 1962 et de 1968 à 1973, secrétaire d'État à l'Industrie et au Commerce en 1957 et président de l'ORTF entre 1972 et 1973.

## Biographie
Arthur Conte effectue ses études secondaires au collège de Perpignan à partir de 1930. Il est licencié en lettres à l'université de Montpellier en 1940 et mobilisé peu après. De retour en janvier 1941, il travaille comme attaché de préfecture à Carcassonne (Aude). Il part pour l'Allemagne dans le cadre du service du travail obligatoire (STO) en janvier 1943 et en revient fin avril 1945. Il adhère à la SFIO et en est le secrétaire départemental de 1946 à 1950, puis en 1955. Maire de Salses en 1947, il commence parallèlement sa carrière de journaliste dans Le Cri du Soir, quotidien socialiste des Pyrénées-Orientales, puis dans L'Indépendant d'avril 1950 jusqu'à la fin de 1951 et sous le pseudonyme de Bernard Orsang.
Candidat de la SFIO aux élections législatives de 1946[Lequel ?] en deuxième position sur la liste de Louis Noguères, il n'est pas élu. Il se présente alors sous l'étiquette RGRIF aux élections législatives suivantes et est élu député des Pyrénées-Orientales par 18 420 voix sur 106 330 suffrages exprimés. Il se représente aux élections législatives de 1956 sur la liste socialiste et est réélu député par 30 694 voix sur 112 012 suffrages exprimés. Anticommuniste viscéral, il quitte la SFIO en 1963, désapprouvant sa tactique d'alliance avec le PCF. Il est de nouveau élu député sous la IVe législature de la Ve République, le 30 juin 1968, et cette fois-ci sous l'étiquette UDR et sur la 2e circonscription des Pyrénées-Orientales.
Il collabore au Quotidien de Paris, à Paris Match, au Figaro, aux Nouvelles littéraires, à France-Soir et à Jours de France. Partisan de Georges Pompidou, il devient président de l'ORTF et confie à Marc Gilbert, la direction d'Italiques qui recrute Ennio Morricone et Jean-Michel Folon pour le générique. Il est également producteur pour FR3 de la série de télévision Histoires de France. Partisan d'une radio et d'une télévision indépendantes du pouvoir politique, il est destitué de son poste en 1973 (il raconte cette expérience dans son livre Hommes libres). Il soutient Valéry Giscard d'Estaing lors de l'élection présidentielle de 1981 en signant l'ouvrage L'Homme Giscard.
Dans sa biographie de Joffre, Arthur Conte évoque son père, le sergent Pierre Conte du 253e régiment d'infanterie durant la Première Guerre mondiale.
Il est le père de l'écrivaine et académicienne Dominique Bona et de Pierre Conte. Sa nièce, Marie-Claude Conte-Grégoire, est également maire de Salses (de 2001 à 2008).
Le 3 janvier 2014, il est inhumé dans le caveau familial à Perpignan (Pyrénées-Orientales).

## Mandats
- 1947-1972 : Maire de Salses (Pyrénées-Orientales)[1]
- 1951-1964 : Conseiller général du canton de Latour-de-France[1]
- 1951-1962 : Député (RGRIF puis app. SFIO) des Pyrénées-Orientales[1],[3]
- 1968-1973 : Député (UDR) de la circonscription de Prades (Pyrénées-Orientales)[1],[3]

## Fonctions
- Président fondateur de l'Association des maires des Pyrénées-Orientales (1947)
- Secrétaire d'État à l'Industrie et au Commerce du gouvernement Maurice Bourgès-Maunoury (1957)
- Président de l'Assemblée de l'Union de l'Europe occidentale (1961-1963)
- Président de l'ORTF (1972-1973)

## Œuvres
- La Légende de Pablo Casals, éditions Proa, 1950[9]
- Les oiseaux n'y savent pas chanter, Julliard, Paris, 1954, XVI-200 p.
- Les Étonnements de mister Newborn, Julliard, Paris, 1955, 290 p.
- La vigne sous le rempart, Julliard, 1957, 234 p.
- Les hommes ne sont pas des héros, Julliard, 1959, 456 p.
- Yalta ou le partage du monde : 11 février 1945, Robert Laffont, Paris, 1964, 382 p.; Éd. J'ai lu leur aventure no A108/109, Paris, 1965, poche, 448 p.
- Bandoung tournant de l'Histoire 18 avril 1955, Robert Laffont, coll. « Ce jour-là », Paris, 1965.
- Sire, ils ont voté la mort - la condamnation de Louis XVI, Robert Laffont, Paris, janvier 1966, 477 p.
- L'Épopée mondiale d'un siècle, de 1865 à nos jours, 5 volumes, Hachette, Paris, 1970
- Hommes libres... , Plon, Paris, 1973, 326 p.
- Le Premier Janvier 1900, Plon, Paris, 1975, 349 p.
- Le Premier Janvier 1920, Plon, Paris, 1976, 354 p.
- Le premier Janvier 1940, Plon, Paris, 1977, 435 p.
- Le Premier Janvier 1960, Plon, Paris, 1978, 441 p.
- Le Premier Janvier 1980, Plon, Paris, 1980, 380 p.
- L'aventure européenne ; de Louis XVI à Gagarine, Plon, Paris, 1979, 443 p.
- Vers quel avenir ?, Plon, Paris, 1980, 270 p.
- L'Homme Giscard, Plon, 1981
- Karl Marx et son époque, F. Nathan, 1983, 191 p.
- Le Premier Janvier 1983, Plon, Paris, 1983, 358 p.
- Les Dictateurs du XXe siècle, Robert Laffont, Paris, 1984, 528 p.
- Les Premiers ministres de la Ve République, Le pré aux clercs, 1986, 412 p.
- Verdun – 24 octobre 1916, Olivier Orban, Paris, 1987, 463 p.
- Le Premier Janvier 1789, Orban, Paris, 1988, 424 p.
- Billaud-Varennes, le géant de la Révolution, Oliver Orban, Paris, 1989.
- Le Premier Janvier 1800, Orban, Paris, 1990, 485 p.
- Yatridès Maître du temps, éditions Lumière et Espace, 1992, 272 p.
- L'Épopée coloniale de la France, Plon, Paris, 1992
- Nostalgies françaises, Plon, Paris, 1993, 342 pages[10]
- Au village de mon enfance Plon - Paris - 1994 - 210 p.
- Grandes françaises du XXe siècle Plon - Paris- 1995 -314p.
- L'Épopée des chemins de fer français, Plon, Paris, 1996, 414 p.
- Un provincial à Paris, Plon Paris 1997, 317 P.
- La drôle de guerre, Plon Paris 1999, 344 p.
- Les Paysans de France : de l'an 1000 à aujourd'hui, Plon, Paris 2000, 404 p.
- Ma Terre de Toujours, Plon Paris 2002, 296 P.
- Bâtisseurs de la France, de l'an 1000 à l'an 2000, Plon, Paris, 2004, 522 p.
- Soldats de France, de l'an 1000 à l'an 2000, Plon, Paris, 2001, 494 pages[11]

## Hommages
- La promotion 2007-2010 du lycée François Arago de Perpignan dont il est issu porte son nom[12].
- Le village de Pollestres a dédié un espace "Arthur Conte".
- La ville de Salses à également dédié un espace "Arthur Conte"[13].
- La Ville de Perpignan nomme la passerelle qui joint le square Jeantet-Viloet au jardin Terrus en son honneur.